# Matriu S
En mecànica quàntica, la matriu S o matriu d'scattering és un tipus de formalisme usat per calcular el resultat d'un problema d'scattering (dispersió) de partícules quàntiques interactuants. Matemàticament ve donat per un operador S entre dos espais de Hilbert, quan el conjunt d'estats quàntics admissibles inicial i final és finit llavors l'operador S es redueix a una matriu i d'aquí el seu nom (ja que en els seus inicis va ser concebut com una matriu entre un conjunt possible d'estats).

## Introducció
En el formalisme habitual, molts problemes de dispersió amb partícules subatòmiques que s'influeixen mútuament mitjançant interacció electromagnètica, interacció forta o interacció feble no poden ser resolts de manera exacta. El formalisme de la matriu S permet fer els càlculs numèrics per a molts casos que no admeten un tractament exacte. La idea bàsica del mètode consisteix a suposar que els estats inicial i final d'un sistema de partícules interactuants són autoestats del hamiltonià lliure (sense interacció). L'estat inicial es considera un estat del passat remot (que físicament es concep com l'estat de les partícules quan estan molt lluny entre si, abans de començar a interactuar i, per tant, són autoestats "lliures"), mentre que l'estat final es considera també com un estat lliure d'interacció en el futur remot, com el que aconseguiran les partícules quan s'hagen separat definitivament i no s'exercisquen influències mútues. Aquestes consideracions permeten construir els espais de Hilbert de les partícules entrants i sortints, a partir de l'espai de Hilbert d'una partícula lliure aïllada.

### Motivació
En la física de partícules d'altes energies, resulta important calcular les probabilitats dels diferents possibles resultats (estats finals) de diversos experiments de dispersió. Aquests experiments poden dividir-se en tres etapes:
1. Col·lisió conjunta d'una col·lecció de partícules subatòmiques entrants (usualment dues partícules d'alta energia).
2. Interacció entre les partícules. Aquestes interaccions poden canviar els tipus de partícules presents (per exemple un electró i un positró pot aniquilar-se mútuament produint dos fotons sortints) o poden simplement provocar atracció o repulsió, emergint de nou les mateixes partícules encara que amb direccions diferents de les d'entrada.
3. Mesura i còmput de les partícules sortints.

Perquè el formalisme de la matriu S siga aplicable és necessari posseir una teoria física del procés d'interacció que permeta calcular les probabilitats dels diferents resultats possibles. El procés de col·lisió no és enterament determinista, a més el producte o estat final depèn de l'energia entrant. L'energia inicial afecta críticament a quin serà el resultat més probable, és a dir, segons l'energia de les partícules entrants el resultat més probable pot ser un o un altre. Quan les condicions de densitat de partícules són les suficientment baixes es considera que pot usar-se amb bastant bona aproximació el formalisme de la matriu S, per aproximar la solució exacta de la teoria quàntica de camps per al problema de dispersió.

### Ús de matrius S
La matriu S esá estretament relacionada amb les amplituds de probabilitat de transició de la mecànica quàntica i amb les seccions eficaces de les diverses interaccions. Les components o entrades numèriques de la matriu S es coneixen com a amplituds d'scattering. L'amplitud de probabilitat d'observar un procés d'scattering amb un estat inicial {\displaystyle |a\rangle } i amb un estat final {\displaystyle |b\rangle } ve donada per definició per:

{\displaystyle \mathrm {Prob} (a\to b)\equiv \,_{out}\langle b|a\rangle _{in}=\,_{out}\langle b|S|a\rangle _{out}=\,_{in}\langle b|S|a\rangle _{in}\equiv S_{ba}}

Cada element de matriu S representa, per tant, una amplitud de probabilitat d'un procés físic. On ha d'assenyalar-se que els estats a i b són estats idealitzats o asimptòtics definits per l'absència d'interacció entre tots dos (a causa que tots dos descriguen partícules allunyades de la localització on es produeix la interacció).
La matriu S així definida depèn de l'energia de la col·lisió, si s'estén al plànol complex la funció que dona la matriu S en termes de l'energia, resulta que els pols d'aquesta funció poden identificar-se amb els estats lligats els estats virtuals o les ressonàncies. Els punt de ramificació de la matriu S en el plànol complex estan associats a l'obertura d'un canal d'scattering.
En l'enfocament hamiltonià de la teoria quàntica de camps, la matriu S pot calcular-se com l'exponencial temporalment ordenada de la integral del hamiltonià en la "imatge" d'interacció. El càlcul d'aquesta exponencial pot expressar-se també com a integral de camí. En qualsevol d'aquestes dues representacions pot usar-se un càlcul pertorbatiu de la matriu S mitjançant diagrames de Feynman.
En teoria de la dispersió, la matriu S és un operador que aplica a l'estat de les partícules entrants, l'estat d'una partícula sortint en la "imatge" de Heisenberg. Això resulta molt útil ja que sovint no és possible descriure exactament tots els detalls de la interacció (o almenys alguns dels més interessants).

### Aspectes formals
Formalment la matriu S es defineix com un operador unitari entre els espais de Hilbert.

{\displaystyle S:{\mathcal {H}}_{in}\to {\mathcal {H}}_{out}}

El primer espai de Hilbert conté vectors que representen els estats asimptòticament possibles d'una partícula o conjunt de partícules "entrant" i el segon representa al conjunt d'estats asimptòtics de les partícules "sortints". La idea bàsica és representar l'efecte d'una col·lisió o interacció complexa de partícules observant les partícules entrants i observant les partícules sortints. La matriu S pot predir la probabilitat de cada possible estat final en funció de l'estat inicial, de fet l'estat inicial i final estan relacionats per:

{\displaystyle |\psi \rangle _{in}\equiv S|\psi \rangle _{out}\;;\quad |\psi \rangle _{out}\equiv S^{\dagger }|\psi \rangle _{in}}

Tècnicament la matriu es pot definir per a qualsevol espaitemps asimptòticament soluble sense horitzó, encara que comunament es planteja sobre un espaitemps pla de Minkowski, ja que matemàticament és la situació més simple. Per a aquest cas particularment simple, l'espai de Hilbert entrant i sortint és l'espai on actua una representació irreductible unitària del grup de Lorentz inhomogéneo. I a més la matriu S admet una representació com a producte d'operadors unitaris d'evolució.

### Definició matemàtica
Usant la notació de Dirac, l'estat del buit quàntic es representa senzillament com.{\displaystyle |0\rangle } Si és un operador de creació, el seu conjugat hermítico, és l'operador d'anihilació o destrucció, l'acció de la qual sobre el vector associat a l'estat de buit quàntic és:{\displaystyle a^{\dagger }(k)}

{\displaystyle a(k)\left|0\right\rangle =0.}

En aquestes condicions es defineixen dos tipus d'operadors de creació i destrucció que actuen sobre diferents espais de Hilbert (l'espai d'estats inicial i, i l'espai d'estats final f),{\displaystyle a_{i}^{\dagger }(k)} i {\displaystyle a_{f}^{\dagger }(k)} De tal manera que:

{\displaystyle {\mathcal {H}}_{\mathrm {IN} }=\operatorname {span} \{\left|I,k_{1}\ldots k_{n}\right\rangle =a_{i}^{\dagger }(k_{1})\cdots a_{i}^{\dagger }(k_{n})\left|I,0\right\rangle \},}
{\displaystyle {\mathcal {H}}_{\mathrm {OUT} }=\operatorname {span} \{\left|F,p_{1}\ldots p_{n}\right\rangle =a_{f}^{\dagger }(p_{1})\cdots a_{f}^{\dagger }(p_{n})\left|F,0\right\rangle \}.}

És possible assumir que {\displaystyle \left|I,0\right\rangle } i {\displaystyle \left|F,0\right\rangle } són tots dos invariants sota translacions i que els estats {\displaystyle \left|I,k_{1}\ldots k_{n}\right\rangle } i {\displaystyle \left|F,p_{1}\ldots p_{n}\right\rangle } són autoestats de l'operador de moment lineal {\displaystyle {\mathcal {P}}^{\mu }}, "connectant" i "desconnectant" adiabàticament la interacció.

En la "imatge" de Heisenberg els estats són independents del temps, de tal manera que els estats inicials poden expressar-se com a combinació lineal d'una base per als estats finals i viceversa, tal com segueix:

{\displaystyle \left|I,k_{1}\ldots k_{n}\right\rangle =C_{0}\left|F,0\right\rangle \ +\sum _{m=1}^{\infty }\int {d^{4}p_{1}\ldots d^{4}p_{m}C_{m}(p_{1}\ldots p_{m})\left|F,p_{1}\ldots p_{m}\right\rangle }}

on {\displaystyle \left|C_{m}\right|^{2}} és la probabilitat que la interacció transformi {\displaystyle \left|I,k_{1}\ldots k_{n}\right\rangle } en {\displaystyle \left|F,p_{1}\ldots p_{m}\right\rangle }

D'acord amb el teorema de Wigner, {\displaystyle S} ha de ser un operador unitari tal que {\displaystyle \left\langle I,\beta \right|S\left|I,\alpha \right\rangle =S_{\alpha \beta }=\left\langle F,\beta |I,\alpha \right\rangle }. És més, {\displaystyle S}deixa l'estat de buit quàntic invariant i les transformacions de camps de l'espai d'estats inicials en estats de l'espai final:

{\displaystyle S\left|0\right\rangle =\left|0\right\rangle ,\qquad \phi _{f}=S^{-1}\phi _{i}S}

Si la S descriu la interacció correctament ha de complir-se que dos estats inicial i final, pels quals la seva amplitud de probabilitat no siga nul·la haja de tenir la mateixa energia i moment (i eventualment altres lleis de conservació també han de complir-se).

### Relació entre la matriu S i l'operador d'evolució U
Usant la imatge de Heisenberg per relacionar-los operadors rellevants en la interacció, es té que:

{\displaystyle a\left(k,t\right)=U^{-1}(t)a_{i}\left(k\right)U\left(t\right)}
{\displaystyle \phi _{f}=U^{-1}(\infty )\phi _{i}U(\infty )=S^{-1}\phi _{i}S.}

Per tant,

{\displaystyle S=\lim _{t\to \infty }e^{i\alpha }U(t)} donde
{\displaystyle e^{i\alpha }=\lim _{t\to \infty }\left\langle 0|U(t)|0\right\rangle ^{-1}}

perquè
{\displaystyle S\left|0\right\rangle =\left|0\right\rangle .}
Substituint l'expressió explícita per U s'obté:
{\displaystyle S={\frac {1}{\left\langle 0|U(\infty )|0\right\rangle }}{\mathcal {T}}e^{-i\int {d\tau V_{i}(\tau )}}.}
Aquesta equació tanmateix no és explícitament covariant.

### Nota històrica
La matriu S va ser introduïda per primera vegada per John Archibald Wheeler en un article de 1937 titulat "'On the Mathematical Description of Light Nuclei by the Method of Resonating Group Structure'". En aquest article Wheeler va introduir una matriu d'scattering que era una matriu unitària de coeficients que connectaven "el comportament asimptòtic d'una solució particular arbitrària [d'un sistema d'equacions integrals] amb les solucions d'una forma estàndard".
En la dècada de 1940 Werner Heisenberg va desenvolupar, independentment, la idea de la matriu S. A causa de les divergències que plagaven la teoria quàntica de camps tal com s'usava en aquest temps, Heisenberg va tractar d'aïllar les característiques essencials de la teoria que pogueren no veure's afectades per canvis futurs en la teoria. En fer això va introduir una matriu S "característica" unitària.

## Càlcul explícit de la matriu S

### Sèrie de Dyson
El hamiltonià quàntic que descriu un sistema pot ser dividit en una part que representa l'evolució lliure sense interacció (hamiltonià lliure o no pertorbat) {\displaystyle \scriptstyle {\hat {H}}^{0}}, i que per tant no conté termes d'interacció i una segona part que inclou tots els termes d'interacció (hamiltonià d'interacció o pertorbació) {\displaystyle \scriptstyle {\hat {H}}^{I}}.

En la imatge d'evolució temporal d'Schrödinger és vàlida l'equació d'Schrödinger:

{\displaystyle i\hbar {\frac {\partial \left|\psi _{S}(t)\right\rangle }{\partial t}}=H_{S}\left|\psi _{S}(t)\right\rangle }

Definint l'anomenada imatge d'interacció com:

{\displaystyle \left|\psi _{I}(t)\right\rangle =e^{{\frac {i}{\hbar }}H_{S}^{0}t}\left|\psi _{S}(t)\right\rangle }

d'aquí pot escriure's:

{\displaystyle i\hbar {\frac {\partial }{\partial t}}\left|\psi _{I}(t)\right\rangle =i\hbar {\frac {\partial }{\partial t}}\left(e^{{\frac {i}{\hbar }}H_{S}^{0}t}\left|\psi _{S}(t)\right\rangle \right)=-H_{S}^{0}e^{{\frac {i}{\hbar }}H_{S}^{0}t}\left|\psi _{S}(t)\right\rangle +e^{{\frac {i}{\hbar }}H_{S}^{0}t}i\hbar {\frac {\partial }{\partial t}}\left|\psi _{S}(t)\right\rangle =}
{\displaystyle =-H_{S}^{0}\left|\psi _{I}(t)\right\rangle +e^{{\frac {i}{\hbar }}H_{S}^{0}t}\left|\psi _{S}(t)\right\rangle =-H_{S}^{0}\left|\psi _{I}(t)\right\rangle +H_{S}\left|\psi _{I}(t)\right\rangle =H_{S}^{I}\left|\psi _{I}(t)\right\rangle }

és a dir, en la imatge d'interacció, els estats evolucionen d'acord amb una dinàmica donada exclusivament pel hamiltonià d'interacció.

Per obtenir la matriu S, es defineixen els seus elements com:

{\displaystyle S_{f,i}=\left\langle \psi _{f}|\psi (t=+\infty )\right\rangle =\left\langle \psi _{f}|S|\psi _{i}\right\rangle }

Per calcular explícitament {\displaystyle S_{f,i}} es reescriu en forma integral l'equació d'Schrödinger per a la funció de donada en la imatge d'interacció:

{\displaystyle \left|\psi _{I}(t)\right\rangle =\left|\psi _{I}(t=-\infty )\right\rangle -i\hbar \int _{-\infty }^{t}d\tau H_{S}^{I}\left(\tau \right)\left|\psi _{I}(\tau )\right\rangle }

Atès que {\displaystyle \left|\psi _{I}(\tau )\right\rangle } satisfà una equació anàloga és possible iterar una vegada i una altra aquesta equació fins a obtenir un desenvolupament pertorbatiu:

{\displaystyle S=1+\sum _{n=1}^{\infty }\int _{-\infty }^{\infty }dt_{1}\int _{-\infty }^{t_{1}}dt_{2}\int _{-\infty }^{t_{2}}dt_{3}\ldots \int _{-\infty }^{t_{n-1}}dt_{n}\left(H_{S}^{I}(t_{1})\cdot H_{S}^{I}(t_{2})\cdot H_{S}^{I}(t_{3})\cdot \ldots \cdot H_{S}^{I}(t_{n})\right)}.
{\displaystyle =1+\sum _{n=1}^{\infty }{\frac {1}{n!}}\int _{-\infty }^{\infty }dt_{1}\int _{-\infty }^{+\infty }dt_{2}\int _{-\infty }^{+\infty }dt_{3}\ldots \int _{-\infty }^{+\infty }dt_{n}T\left(H_{S}^{I}(t_{1})\cdot H_{S}^{I}(t_{2})\cdot H_{S}^{I}(t_{3})\cdot \ldots \cdot H_{S}^{I}(t_{n})\right)},

I a partir d'aquest desenvolupament s'obté:

{\displaystyle \langle p_{1},\ldots ,p_{n}\ \mathrm {out} |q_{1},\ldots ,q_{m}\ \mathrm {in} \rangle =\int \prod _{i=1}^{m}\left\{\mathrm {d} ^{4}x_{i}\ i{\frac {e^{-iq_{i}\cdot x_{i}}}{(2\pi )^{3/2}Z^{1/2}}}\left(\Box _{x_{i}}+m^{2}\right)\right\}\times }
{\displaystyle \times \prod _{j=1}^{n}\left\{\mathrm {d} ^{4}y_{j}\ i{\frac {e^{+ip_{j}\cdot y_{j}}}{(2\pi )^{3/2}Z^{1/2}}}\left(\Box _{y_{j}}+m^{2}\right)\right\}G^{(n+m)}(x_{1},\dots ,x_{m},y_{1},\dots ,y_{n})}

on {\displaystyle T} indica el producte cronològicament ordenat dels operadors entre parèntesis:

{\displaystyle T\phi (x)\psi (y)=\theta (x^{0}-y^{0})\left(\phi (x)\psi (y)\right)+\theta (y^{0}-x^{0})\left(\psi (y)\phi (x)\right)}

on {\displaystyle \theta \left(x^{0}-y^{0}\right)} és la funció esglaó unitari de Heaviside.
El desenvolupament anterior és precisament la sèrie de Dyson per a la matriu {\displaystyle S}. I per tant aquesta matriu pot ser calculada fins a qualsevol ordre d'aproximació mitjançant la sèrie anterior, usant el teorema de Wick.

### Formalisme LSZ
De manera alternativa pot usar-se la fórmula de reducció de LSZ per calcular els elements de la matriu S. Aquest procediment és més sofisticat i és preferible en teoria quàntica de camps, no fa ús de la sèrie de Dyson, encara que sí usa les funcions de Green proporcionandes per la formulació mitjançant integrals funcionals.

Per il·lustrar aquest tipus de càlcul es considera un cas particular, el d'un camp escalar {\displaystyle \phi } amb massa associada m i amb una acció donada per:

{\displaystyle {\mathcal {S}}[\phi ]=\int {\text{d}}^{4}x{\frac {1}{2}}\left(\partial _{\mu }\phi \partial ^{\mu }\phi -m^{2}\phi ^{2}\right)-V(\phi )}

on {\displaystyle V(\phi )} pot ser, per exemple, un terme d'interacció del tipus {\displaystyle \lambda \phi ^{4}}, que de moment no és necessari especificar.

Les funcions de Green de n punts estan definides com els valors esperats sobre el buit del producte cronològic ordenat de n camps:

{\displaystyle G^{(n)}(x_{1},x_{2},\dots ,x_{n})\equiv \langle 0|T\left(\phi (x_{1})\phi (x_{2})\dots \phi (x_{n})\right)|0\rangle ={\frac {\int {\mathcal {D}}\phi \,\phi (x_{1})\phi (x_{2})\dots \phi (x_{n})\,e^{i{\mathcal {S}}}}{\int {\mathcal {D}}\phi \,e^{i{\mathcal {S}}}}}}

Aquestes funcions són calculables pertorbativament a través del citat teorema de Wick. Pot demostrar-se que la transformada de Fourier de les funcions de Green tenen pols que es corresponen amb les masses físiques de les partícules, a causa que quan {\displaystyle p_{\mu }p^{\mu }=m^{2}} aquestes funcions tenen un pol. A aquests pols els corresponen pròpiament els estats asimptòtics de la teoria: de fet, aquests estats són creats o destruïts pels camps "in" i "out", que satisfan l'equació de Klein-Gordon

{\displaystyle (\Box _{x}+m^{2})\phi _{in}(x)=(\Box _{x}+m^{2})\phi _{out}(x)=0}

que difereixen de les equacions de moviment correctes només per l'absència del potencial d'interacció. en conseqüència, i de manera intutiva, és necessari extreure la contribució dels pols de les funcions de Green per obtenir les funcions de Green construïdes amb els camps asimptòtics, que generen pròpiament els elements de la matriu S desitjats. Si en l'estat inicial estan presents m partícules amb moments lineals q1,...,qm i en l'estat final hi ha n partícules amb moments p1,...,pn, la fórmula que descriu el procediment ve donada per:

No s'ha pogut entendre (error de sintaxi): {\displaystyle  \langle p_1,\ldots,p_n\ \mathrm{out}|q_1,\ldots,q_m\ \mathrm{in}\rangle = \prod_{i=1}^{m} \left\{ \frac{-i}{(2\pi)^{3/2} Z^{1/2}} \left(p_i^2-m^2\right) \right\}\times }

{\displaystyle \times \prod _{j=1}^{n}\left\{{\frac {-i}{(2\pi )^{3/2}Z^{1/2}}}\left(q_{i}^{2}-m^{2}\right)\right\}{\tilde {G}}^{(n+m)}(p_{1},\ldots ,p_{n};-q_{1},\ldots ,-q_{m})}

El procés d'extracció del pol és més evident si la fórmula s'escriu en termes de la transformada de Fourier de la funció de Green. A part de la multiplicació per algunes constants (entre les quals estan la constant del normalització dels camps Z) la fórmula mostra que basta multiplicar les funcions de Green pels factors {\displaystyle p^{2}-m^{2}}, que eliminen els pols, i després fer el límit on-shell dels moments lineals, és a dir, {\displaystyle p^{2}\to m^{2}} corresponent al les partícules físiques:

No s'ha pogut entendre (error de sintaxi): {\displaystyle  \langle p_1,\ldots,p_n\ \mathrm{out}|q_1,\ldots,q_m\ \mathrm{in}\rangle = \prod_{i=1}^{m} \left\{ \frac{-i}{(2\pi)^{3/2} Z^{1/2}} \left(p_i^2-m^2\right) \right\}\times }

{\displaystyle \times \prod _{j=1}^{n}\left\{{\frac {-i}{(2\pi )^{3/2}Z^{1/2}}}\left(q_{i}^{2}-m^{2}\right)\right\}{\tilde {G}}^{(n+m)}(p_{1},\ldots ,p_{n};-q_{1},\ldots ,-q_{m})}